# Mit Schirm, Charme und Melone
Mit Schirm, Charme und Melone ist eine britische von ABC Television produzierte Fernsehserie, die Krimi-, Action-, Agentenfilm-, Science-Fiction- und Thriller-Elemente vereint. Zwischen 1961 und 1969 wurden 161 Folgen unter dem Titel The Avengers (deutsch Die Rächer) produziert. Hinzu kamen 1976 und 1977 noch weitere 26 Folgen der Nachfolgeserie The New Avengers. Die synchronisierte deutsche Fassung begann ursprünglich bei der vierten Staffel des britischen Originals von 1965 und hatte im Zweiten Deutschen Fernsehen am 18. Oktober 1966 Premiere. Vom 6. Dezember 2010 bis 21. Februar 2011 zeigte der Fernsehsender ARTE (beginnend mit Folge 15) 54 bisher in Deutschland noch nie gesendete Folgen der ersten drei Staffeln in deutscher Synchronisation. Die Fernsehserie diente als Vorlage für den gleichnamigen Kinofilm von 1998.
Die Filmmusik zur Serie wurde 1961–1964 von John Dankworth komponiert und in den Jahren 1965–1969 sowie 1976–1977 von Laurie Johnson und Howard Blake. Von der markanten Titelmusik entstanden zahlreiche Coverversionen.

## Entwicklung der Serie

### Staffel 1 (1961)
Die erste Folge der Serie, Hot Snow, wurde am 7. Januar 1961 in Großbritannien ausgestrahlt. Der englische Titel The Avengers (dt. Die Rächer) erklärt sich aus der ersten Staffel und der Zusammenarbeit von Dr. David Keel (Ian Hendry) und John Steed (Patrick Macnee). Als Dr. Keels Verlobte einem Verbrechen zum Opfer fällt, schwört dieser Rache. Bei seinen Ermittlungen lernt er den Agenten John Steed kennen und gemeinsam gelingt es ihnen, den Mord aufzuklären. In 25 Folgen lösen sie weitere Fälle.
Als Ian Hendry im Mai 1962 ausstieg, schien die Serie dem Untergang geweiht. Zunächst stieg Jon Rollason als Dr. King für Hendry ein, wodurch die bereits geschriebenen Drehbücher genutzt werden konnten. Dann aber verhalf der Serie ein neues Konzept zum Erfolg: John Steed stieg zur Hauptfigur auf. Als er auf der Suche nach einer adäquaten Partnerin für Steed war, sah Produzent Sydney Newman im Fernsehen eine Reportage über eine in Kenia lebende Engländerin. Diese hatte die drei mit Macheten bewaffneten Mörder ihres Mannes und von zweien ihrer Kinder mit einem Revolver niedergestreckt.
Damit war (zunächst in Gestalt der von Honor Blackman dargestellten Dr. Catherine Gale) der neuartige Typ der intelligenten, emanzipierten und schlagkräftigen Frau gefunden, der fortan den Charakter der Serie wesentlich prägen sollte.
Inhaltlich änderte sich wenig: Ein – bis auf Patrick Macnee als John Steed – wechselndes Agententeam beschützte die Welt unermüdlich vor den diabolischen Plänen exzentrischer Genies. Der englische Titel wurde auch ohne inhaltlichen Bezug zu dem deutlich veränderten Profil der Serie beibehalten. Die deutsche Fassung Mit Schirm, Charme und Melone begann hingegen bei ihrer Erstausstrahlung erst mit der 4. Staffel.
Im Laufe der Jahre arbeitete John Steed mit unterschiedlichen Partnerinnen zusammen.

### Staffel 2 (1962)
- Dr. Martin King (Jon Rollason), 3 Folgen
- Venus Smith (Julie Stevens), 6 Folgen
- Dr. Catherine Gale (Honor Blackman), 17 Folgen

### Staffel 3 (1963–1964)
- Dr. Catherine Gale (Honor Blackman)

### Staffel 4, 5a und 5b (1965–1967; ab Staffel 5 in Farbe)
- Emma Peel (Diana Rigg)

### Staffel 6a und 6b (1968–1969)
- Tara King (Linda Thorson)

### NachfolgeserieThe New Avengers, Staffel 1 und 2 (1976–1977)
- Purdey (Joanna Lumley)
- Mike Gambit (Gareth Hunt)

The New Avengers Logo ohne Union Jack und Löwe

Als Honor Blackman die Serie verließ, um im Bond-Film Goldfinger (1964) mitzuspielen, trat Diana Rigg ihre Nachfolge als Mrs. Emma Peel an. Durch sie rückte das ungewöhnlich kollegiale Verhältnis zwischen Mann und Frau noch stärker in den Vordergrund der Serie. Mit Noblesse und witzig-spöttischen Bemerkungen halten Steed und Mrs. Peel bei aller beruflichen Zusammenarbeit aber stets Abstand zueinander. Die merkwürdige Beziehung der beiden wurde im Rückblick von Patrick Macnee und Diana Rigg selbst unterschiedlich gedeutet.
Während der Emma-Peel-Ära befand sich die Serie auf dem Höhepunkt, nicht zuletzt auch dank des neuen, populären Avengers-Themas von Laurie Johnson. Jede Folge kostete 30.000 Pfund und wurde in zehn Tagen abgedreht, ab Staffel 5 in Farbe. Immer größere Bedeutung hatten Science-Fiction-Elemente.
Wie in vielen anderen Ländern fällt auch in Deutschland dem Publikum zum Stichwort „Mit Schirm, Charme und Melone“ vor allem Mrs. Emma Peel ein. Hauptgrund dafür ist die Tatsache, dass die vorherigen Folgen bis 2010/2011 nicht deutsch synchronisiert und damit nicht im deutschen Fernsehen ausgestrahlt wurden. Doch auch in Großbritannien und in den USA erreichte die Serie nach dem Ausscheiden von Diana Rigg als Emma Peel nie wieder den gleichen Zuspruch.
Zwar wurde der Versuch unternommen, durch die Einbindung der neuen Rolle Mutter der 6. Staffel ein neues Profil zu geben. Man wollte weg von den immer phantastischer gewordenen Geschichten. Jedoch fehlte nun nach Ansicht vieler Zuschauer der Charme der omnipotenten Emma Peel. Diese Lücke konnte die eher naive Nachwuchsagentin Tara King, gespielt von Linda Thorson, nicht schließen. Als die Serie in den USA floppte, wurde sie eingestellt.
Als in den 1970er Jahren mit The New Avengers der Versuch einer Wiederbelebung der Serie unternommen wurde, wandte man sich einem neuen Konzept zu, ohne sich jedoch zu weit von den Ursprüngen zu entfernen. Aus den erfolgreichen früheren Staffeln blieben die unverkennbare Musik von Laurie Johnson sowie Patrick Macnee als John Steed erhalten. Dem fortgeschrittenen Alter entsprechend agierte Steed nun besonnener und spielte als väterlich wirkender Veteran seine ganze Erfahrung aus, während Purdey und Gambit als das dynamische Agenten-„Paar“ sozusagen die Nachfolge von Steed und seiner Partnerin antraten.
The New Avengers verarbeitete deutlich mehr Actionelemente als die früheren Staffeln. Bombenexplosionen und Schießereien traten in den Vordergrund und verdrängten die subtile Herangehensweise, die insbesondere die Peel-Ära ausgezeichnet hatte. Eine Entwicklung, die Patrick Macnee schon während der Entstehung der Serie kritisierte.
Auch Jahrzehnte nach Ausstrahlung der ersten Folge von The Avengers erfreut sich die Serie noch immer einer großen Fangemeinde weltweit.

## Hauptfiguren

### John Steed
Hauptfigur der Serie ist der etwas blasiert wirkende Agent John Steed, dargestellt von Patrick Macnee. So wie die Serie insgesamt hat auch Steed eine enorme Wandlung vollzogen. Am Anfang war seine Figur vergleichsweise düster angelegt – ein knallharter Undercover-Ermittler, undurchsichtig, hemdsärmelig, gekleidet in Trenchcoats, die unverzichtbare Zigarette im Mundwinkel. Bis zur Emma-Peel-Ära entwickelte er sich dann zu einem ultrabritischen, kultivierten und edel gewandeten Gentleman, der pure Gewalt verabscheut und dessen wichtigste Waffen Scharfsinn und Ironie sind.
Nach der Bühnenversion von 1971 ist Steeds vollständiger Name John Wickham Gascoyne Berresford Steed, und er war das jüngste von acht Kindern (er hatte sieben Schwestern). Steed diente während des Zweiten Weltkrieges beim Army-Geheimdienst und bei der Navy, er erreichte den Rang eines Majors. In der New-Avengers-Folge Poker um Purdey behauptet Steed, als 21-Jähriger auch einmal als Cowboy bei einem Viehtrieb sein Geld verdient zu haben.
Außer der typischen stahlverstärkten Melone, die auch schon mal im Kampf zum Einsatz kommt, trägt Steed eine Krawatte seines Magdalen College in Oxford, sein degenbewehrter Regenschirm wurde von der Firma James Smith in London gefertigt, der ihm auch in der Anwendung der Nahkampfart Bartitsu dient.
Steed fährt einen Oldtimer-Bentley oder einen Rolls-Royce; überhaupt sind in fast jeder Folge Fahrzeuge von Rolls-Royce zu sehen. In The New Avengers nutzt er zumeist einen Jaguar XJ 5.3C oder einen Rover 3500.
Nach Absetzung der Serie 1969 hatte Macnee wegen seiner engen Verbindung zu dieser Rolle Schwierigkeiten, neue Angebote zu bekommen. Zu seinem Glück kam dann 1976 die Neuauflage unter dem Titel The New Avengers ins Fernsehen, in der er die Rolle des John Steed weiterspielen konnte. Die Magie und den Charme der alten Serie, insbesondere der Folgen mit Diana Rigg als Emma Peel, konnten die neuen Folgen jedoch nach Meinung vieler Fans nicht wieder erlangen.

### Dr. David Keel
Mit Dr. David Keel, dargestellt von Ian Hendry, begann die Idee zur Fernsehserie. Ian Hendry hatte zuvor in der Fernsehserie Police Surgeon einen Polizeiarzt gespielt. Die Serie kam beim Publikum jedoch nicht gut an, wohl aber der Schauspieler. In der ersten Staffel von The Avengers verkörpert er den resoluten Arzt Dr. Keel, der einem geheimnisvollen Spion – nämlich John Steed – bei der Aufklärung von Verbrechen hilft.
In der ersten Episode Hot Snow wird ein Päckchen Heroin versehentlich an die falsche Arztpraxis geliefert. Dr. Keels Verlobte, die das Päckchen entgegennimmt, wird zur Vertuschung des Fehlers ermordet. Da die Polizei den Fall nicht lösen kann, stellt Dr. Keel eigene Nachforschungen an und macht die Praxis ausfindig, für die das Päckchen eigentlich bestimmt war. Dort trifft er auf den Geheimagenten John Steed.
Der Arzt Dr. Keel war als Hauptrolle der Serie konzipiert, so dass John Steed in einer Folge der ersten Staffel gar nicht in Erscheinung tritt. Die Sympathien des Publikums verlagerten sich jedoch auf die Figur des geheimnisvollen Agenten. Die Produzenten hatten daher geplant, in der 27. Folge (von 39 veranschlagten Folgen) eine weibliche Rolle einzuführen, die dann abwechselnd mit Dr. Keel an der Seite von Steed Fälle lösen sollte. Aus Geldmangel wurde die Serie jedoch nach der 26. Folge Dead of winter zunächst eingestellt.

### Dr. Martin King
Nach der Wiederaufnahme der Produktion stand Ian Hendry nicht mehr für die Serie zur Verfügung. Jon Rollason wurde in der Rolle des Dr. Martin King als Nachfolger verpflichtet. Allerdings fiel kurz darauf die Entscheidung, John Steed eine weibliche Partnerin an die Seite zu stellen, so dass Dr. King schließlich nur noch in drei Fälle involviert war. Es handelte sich um übrig gebliebene Drehbücher aus der ersten Staffel, die ursprünglich für Dr. Keel vorgesehen waren.
Verglichen mit seinem Vorgänger, dominiert in der Rolle Dr. Kings mehr der ärztliche Aspekt, während John Steed bei der Aufklärung der Fälle deutlicher im Vordergrund steht.

### Dr. Catherine Gale
Dr. Catherine Gale, genannt Cathy, wurde am 5. Oktober 1930 geboren und wuchs zu einer unabhängigen, emanzipierten Frau heran, deren Leidenschaft die Anthropologie und insbesondere auch das Abenteuer war. In London lernte sie einen englischen Farmer aus Kenia kennen, den sie heiratete. Sie folgte ihm auf seine Plantage. In Kenia erlernte sie u. a. den Umgang mit Waffen und das Reparieren von Fahrzeugen. Nach dem Tod ihres Mannes während des Mau-Mau-Aufstands ging sie zurück nach London, wo sie den Doktortitel in Anthropologie erwarb.
Cathy Gale wird dargestellt von Honor Blackman. Kontakt zu John Steed hat sie erstmals, als dieser sie – als Kuratorin in einem Londoner Museum tätig – zu okkultistischen Sachverhalten befragt. Allerdings wurde die entsprechende Folge 42 Warlock erst zu einem späteren Zeitpunkt ausgestrahlt. In der Folgezeit (1963/1964) unterstützt sie Steed häufiger bei der Lösung von Fällen, zunächst noch in gelegentlichem Wechsel mit Venus Smith, in der dritten Staffel als feste Partnerin an der Seite von Steed. Das Verhältnis zwischen den beiden war geprägt von gegenseitigem Respekt, doch führte Gales Abscheu vor Steeds skrupellosen Methoden wiederholt zu Konflikten.
Cathy Gale war die erste weibliche Fernsehrolle, die als selbstbewusste und eigenständige Frau in der Lage war, sich im Nahkampf selbst zu verteidigen. Gekennzeichnet durch ihren Mut und ihre Zähigkeit wurde sie zu einem Leitbild der starken Frau, wie es sich auch in ihrer Nachfolgerin Emma Peel auf sehr charmante Weise gekonnt fortsetzt. Catherine Gale führte auch eines der Markenzeichen der Serie ein, das auch noch in den schwarz-weißen 26 Episoden der ersten Peel-Staffel einen mehr als subtilen Reiz ausmachte: den hautengen Lederanzug. Eine Anspielung auf die mit der Folge „Tanz der Hummer“ (Lobster Quadrille) aus der Serie ausgeschiedenen Cathy bzw. auf Honor Blackmans Rolle im James-Bond-Film Goldfinger erscheint in der frühen Emma-Peel-Folge Nr. 83 „Weihnachten – ein Alptraum“ (Too Many Christmas Trees), in der Steed eine weihnachtliche Grußkarte aus Fort Knox erhält.
In der Folge „Pandora“ findet sich nochmals ein Bezug auf Honor Blackman und Diana Rigg, als John Steed nach Hinweisen auf einen Exagenten sucht und im Aktenschrank beim Blättern der Akten die beiden Namen von Cathy Gale und Emma Peel deutlich auf zwei Aktendeckeln zu lesen sind.

### Venus Smith
Venus Smith ist eine Jazz-Sängerin, deren Auftreten bereits für das letzte Drittel der ersten Staffel vorgesehen war, um abwechselnd mit Dr. Keel an der Seite von John Steed zu agieren. Wegen Geldmangels wurde die Produktion jedoch unterbrochen. Als für die zweite Staffel mit Cathy Gale für Steed eine weibliche Partnerin in die Serie integriert worden war, trat die Sängerin Venus Smith (dargestellt von Julie Stevens) in sechs Folgen in Erscheinung.
In der Serie tritt John Steed mit Venus Smith während der Aufklärung eines Falles (in Folge 33, The Decapod) in Kontakt. Als naive und ahnungslose Außenstehende, die in die kriminalistische Aufklärungsarbeit verwickelt wird, wirkt sie zumeist überfordert und agiert damit in deutlichem Kontrast zu Cathy Gale.

### Emma Peel
Emma Peel, geb. Emma Knight, verheiratet mit Peter Peel, ist als Amateur-Agentin für den britischen Secret Service tätig und neben John Steed von 1965 bis 1967 einer der beiden Protagonisten der Serie. Die Darstellerin Diana Rigg ersetzte Elizabeth Shepherd, die ursprünglich für die Rolle vorgesehen war und mit der die Episode The Town of No Return bereits abgedreht worden war, sowie zur Hälfte auch The Murder Market. Die Figur war ebenso intelligent, unabhängig und wehrhaft wie die von Cathy Gale, aber deutlich lässiger angelegt. Im Kino-Remake von 1998 spielte ihre Rolle Uma Thurman. Zu Beginn der 6. Staffel stellt sich in Folge 131 „Auf Wiedersehen, Emma“ (The Forget-Me Knot) heraus, dass ihr Ehemann Peter doch noch lebt, weshalb Mrs. Peel den Geheimdienst verlässt. In der Folge „Das Häuschen im Grünen“ (The house that Jack built) erfährt man, dass Emma Peel vor ihrer Zeit beim Secret Service sehr erfolgreich das große Familienunternehmen geleitet hat, nach dem Tod ihres tragisch verstorbenen Vaters Sir John Knight. Den Vorstandsvorsitz übernahm sie bereits mit 21 Jahren.
Emma Peel steht für einen besonders starken und emanzipierten Typ Frau, der sich in den späteren 1960er Jahren in Europa entwickelte. Der Ursprung des Namens liegt in „M-Appeal“, einer Kurzform von „Man Appeal“. Emma Peel ist als Agentin jedem Mann gewachsen und beherrscht sogar Kampfsport. Die deutsche Presse bezeichnete Diana Rigg in ihrer Rolle als Emma Peel auch als „Karate-Emma“.
Die Mode, die Diana Rigg in der Serie trug, wurde in der Schwarzweiß-Staffel von John Bates, in der Farb-Staffel von Alun Hughes entworfen und war ein Trendsetter. Ihre Anzüge sind Legenden der Filmgeschichte. Eine Lederkorsage mit Stachelhalsband in Sado-Maso-Optik in Folge 99 „Die Nacht der Sünder“ (A Touch of Brimstone) führte sogar dazu, dass die entsprechende Folge in vielen Ländern nicht ausgestrahlt werden durfte. Ebenfalls nicht ohne Reiz waren ein Vinylanzug in „H2O – tödliches Nass“ (A Surfeit of H2O), eine Schlangenlederjacke in „Der Club der schwarzen Rose“ (The Danger Makers) und ein Goldlamé-Anzug in „Club der Hirne“ (The Master Minds). Als eine Art Hommage an die Leder-Kollektion von Emma Peel wurden in den 1990er Jahren die hautengen ledernen Catsuits mitsamt den Overknee-Stiefeln wieder aufgelegt.
Emma Peel fährt meistens einen Lotus Elan (Typ 26).

### Tara King
Tara King tritt 1968 am Ende von Folge 131 „Auf Wiedersehen, Emma“ (The Forget-Me Knot) die Nachfolge von Emma Peel an. In dieser Folge wird Tara King als in Ausbildung befindliche junge Agentin 69 eingeführt, vermutlich eine Anspielung auf die nur als „Agentin U69“ bezeichnete Freundin der Comic-Figur Sweet Gwendoline. „Tschingbumm“-Tara – ein von ihr selbst ins Spiel gebrachter Spitzname – trifft zunächst zufällig auf den legendären und von ihr bewunderten John Steed, dem sie später während eines Gedächtnisverlustes tatkräftig helfen kann, so dass sie maßgeblich zur Aufklärung eines internen Komplotts beitragen kann.
Mit Tara King, dargestellt von Linda Thorson, an Steeds Seite vollzieht die Serie einen Wechsel, der vom amerikanischen Geldgeber ABC maßgeblich forciert wurde: An die Stelle eines selbstbewussten und unabhängigen Partners tritt erstmals eine Agentin, die als Neuling deutlich jünger ist als John Steed. Linda Thorson entschied selbst über ihren Namen Tara King und auch darüber, dass sie nicht, so wie ihre Vorgängerinnen, verheiratet/verwitwet ist. Nach eigenen Angaben von Linda Thorson „kann eine Frau, die so viel Zeit mit einem Mann verbringt, nur in ihn verliebt sein“ – und so spielt Linda Thorson ihre Rolle auch. Das Kamerateam greift Linda Thorsons Idee auf, wie man in vielen Folgen deutlich erkennen kann. Außerdem wird sie von Steed mit ihrem Vornamen angesprochen. Man merkt, dass eine engere Beziehung zwischen den beiden angedeutet wird.
Im Verlauf der 6. Staffel wandelt sich das Bild Tara Kings allmählich von der tollpatschigen, schutzbedürftigen Anfängerin zur vollwertigen Agentin.
Dienstfahrzeug von Tara King ist in einigen Folgen ein AC 428 Convertible oder Lotus Europa. In den Folgen 134 „Biete Putsch, suche Waffen“ (Have guns – will huggle) und 158 „Mutters Erzählungen“ (Homicide and old lace) fährt Tara King ausnahmsweise einen roten Lotus Elan S2 (Typ 50).

### Purdey
Die weibliche Hauptrolle der New Avengers ist Purdey, weitere Namenszusätze werden nicht genannt. Gespielt wird die Rolle von Joanna Lumley. Mit Purdey erhält die Serie wieder eine schlagkräftige Frau, deren besonderes Markenzeichen ihre enorme Beinbeweglichkeit darstellt, mit der sie aus dem Stand bis in Kopfhöhe gelangt – eine Fähigkeit, die sie vor ihrer Agententätigkeit als Tänzerin im Ballett erlernte. In Folge 19 „Der Rachefeldzug“ (Obsession) wird in diese Zeit zurückgeblendet, als Purdey kurz davor war, eine gemeinsame Existenz mit ihrem Ex-Lebensgefährten aufzubauen.
Purdey wird durch die Serie hindurch insbesondere durch die Bemerkungen von Steed und Gambit als ganz besonderer Mensch vergöttert und ist dadurch von der Aura einer hehren Lichtgestalt umgeben. Dabei ist sie eigenständig und durch Entschlossenheit geprägt, bringt aber ein emotionales Element in die Serie hinein.

### Mike Gambit
Mit Mike Gambit (dargestellt von Gareth Hunt) wird in The New Avengers ein gänzlich anderer Männertyp etabliert, der mit dem britischen Gentleman nicht viel zu tun hat. Mike Gambit ist eher als der kesse Sonnyboy angelegt, der nie um einen markigen Kommentar oder eine anzügliche Bemerkung verlegen ist. Ein herausstechendes Charaktermerkmal von Gambit ist ein gewisser Sexismus, zudem wird er in den meisten Folgen als nahezu unbesiegbarer Nahkampf-Experte und als Schusswaffen-Fetischist dargestellt.
Über die Hintergründe der Person Mike Gambit ist in der Serie nicht viel zu erfahren. In seinem Job ist er ganz der harte Profi, der allein einen verwundbaren Punkt zu haben scheint, nämlich wenn jemand seiner Partnerin Purdey zu nahe kommt. Diese umwirbt er kontinuierlich, aber erfolglos. Beide verbindet jedoch eine tiefe freundschaftliche Zuneigung.

## Nebenfiguren

### Mutter
Mutter ist der Vorgesetzte der Geheimdienstabteilung in der 6. Staffel und untersteht direkt der Regierung. Angewiesen auf einen Rollstuhl versieht Mutter keinen aktiven Dienst. Er zieht, umgeben von unzähligen Telefonen, aus der geheimen Zentrale – deren Ort durch die ganze Staffel immer wieder wechselt – im Hintergrund die Fäden. Der wahre Name und die Vergangenheit Mutters bleiben ungeklärt.
Die Figur Mutter wird dargestellt von Patrick Newell, der zuvor bereits in den beiden Emma-Peel-Folgen „Stadt ohne Rückkehr“ (The Town of no Return) und „1,2,3 … wer hat den Ball?“ (Something Nasty in the Nursery) andere Nebenrollen gespielt hatte. Der nach dem Vorbild des amerikanischen Fernsehserien-Helden Ironside im Rollstuhl sitzende Geheimdienstchef wird gleichzeitig mit Tara King in Folge 131 „Auf Wiedersehen, Emma“ (The Forget-Me-Knot) in die Serie eingeführt, als Steed wegen eines internen Verrats das Hauptquartier aufsucht. In den weiteren Folgen erscheint Mutter meist pseudoscharfsinnig, da viele seiner Schlussfolgerungen und Anweisungen exakt Steeds Argumenten folgen. Die Rolle soll damit eher zum Humor in der Serie beitragen, kann sich aber keinesfalls mit dem subtilen Humor Emma Peels messen. Mutters permanent wechselnde Hauptquartiere sind allerdings ein gelungener Running Gag.

### Rhonda
Rhonda ist die ständige Begleiterin von Mutter, dargestellt von Rhonda Parker. Obwohl sie in zahlreichen Folgen auftritt, redet sie niemals auch nur ein einziges Wort. Sie fungiert als Mädchen für alles, wobei ihre Hauptaufgabe darin besteht, an den unmöglichsten Stellen die Telefone um Mutter herum zu drapieren und Hörer anzureichen.

### Vater
Als Mutters Stellvertreter tritt Vater nur in Folge 153 „Urlaub auf Raten“ (Stay tuned) in Erscheinung während Mutters urlaubsbedingter Abwesenheit. Vater ist eine blinde Frau, die über ein sehr gut ausgeprägtes Gehör und einen ebensolchen Tastsinn verfügt. Im Gegensatz zu Mutter ist Vater weniger mitteilungsbedürftig und agiert eher intuitiv.

## Episodenübersicht (nach Produktionsdatum)

### Erste Staffel (1961)
| Folge # | Deutscher Titel         | Originaltitel                 | Erstausstrahlung (EN) | Erstausstrahlung (DE) | Regie          |
| ------- | ----------------------- | ----------------------------- | --------------------- | --------------------- | -------------- |
| 001     | keiner                  | Hot Snow                      | 7. Jan. 1961          | nie                   | Don Leaver     |
| 002     | keiner                  | Brought to Book               | 14. Jan. 1961         | nie                   | Peter Hammond  |
| 003     | keiner                  | Square root of evil           | 21. Jan. 1961         | nie                   | Don Leaver     |
| 004     | keiner                  | Nightmare                     | 28. Jan. 1961         | nie                   | Peter Hammond  |
| 005     | keiner                  | Crescent moon                 | 4. Feb. 1961          | nie                   | John Knight    |
| 006     | Das Girl auf dem Trapez | Girl on the trapeze           | 11. Feb. 1961         | 7. Dez. 2010          | Don Leaver     |
| 007     | keiner                  | Diamond cut diamond           | 18. Feb. 1961         | nie                   | Peter Hammond  |
| 008     | keiner                  | The radioactive man           | 25. Feb. 1961         | nie                   | Robert Tronson |
| 009     | keiner                  | Ashes of roses                | 4. März 1961          | nie                   | Don Leaver     |
| 010     | keiner                  | Hunt the man down             | 8. Apr. 1961          | nie                   | Peter Hammond  |
| 011     | keiner                  | Please don’t feed the animals | 1. Apr. 1961          | nie                   | Dennis Vance   |
| 012     | keiner                  | Dance with death              | 15. Apr. 1961         | nie                   | Don Leaver     |
| 013     | keiner                  | One for the mortuary          | 29. Apr. 1961         | nie                   | Peter Hammond  |
| 014     | keiner                  | The springers                 | 13. Mai 1961          | nie                   | Don Leaver     |
| 015     | Auftrag: Angst          | The frighteners               | 27. Mai 1961          | 6. Dez. 2010          | Peter Hammond  |
| 016     | keiner                  | The yellow needle             | 11. Juni 1961         | nie                   | Don Leaver     |
| 017     | keiner                  | Death on the slipway          | 24. Juni 1961         | nie                   | Peter Hammond  |
| 018     | keiner                  | Double danger                 | 8. Juli 1961          | nie                   | Roger Jenkins  |
| 019     | keiner                  | Toy trap                      | 22. Juli 1961         | nie                   | Don Leaver     |
| 020     | keiner                  | Tunnel of fear                | 5. Aug. 1961          | nie                   | Guy Verney     |
| 021     | keiner                  | The far-distant dead          | 19. Aug. 1961         | nie                   | Peter Hammond  |
| 022     | keiner                  | Kill the king                 | 2. Sep. 1961          | nie                   | Roger Jenkins  |
| 023     | keiner                  | The deadly air                | 16. Dez. 1961         | nie                   | John Knight    |
| 024     | keiner                  | A change of bait              | 23. Dez. 1961         | nie                   | Don Leaver     |
| 025     | keiner                  | Dragonsfield                  | 30. Dez. 1961         | nie                   | Peter Hammond  |
| 026     | keiner                  | Dead of winter                | 9. Dez. 1961          | nie                   | Don Leaver     |

### Zweite Staffel (1962–1963)
| Folge # | Deutscher Titel               | Originaltitel            | Erstausstrahlung (EN) | Erstausstrahlung (DE) | Regie            |
| ------- | ----------------------------- | ------------------------ | --------------------- | --------------------- | ---------------- |
| 027     | Das Geheimnis der Diva        | Mission to Montreal (MK) | 27. Okt. 1962         | 14. Dez. 2010         | Don Leaver       |
| 028     | Auf tödlichem Kurs            | Dead on course (MK)      | 29. Dez. 1962         | 28. Dez. 2010         | Richmond Harding |
| 029     | Der Informant                 | The sell-out (MK)        | 24. Nov. 1962         | 20. Dez. 2010         | Don Leaver       |
| 030     | Tödliche Dokumente            | Death Dispatch           | 22. Dez. 1962         | 27. Dez. 2010         | Jonathan Alwyn   |
| 031     | Treibstoff 23                 | Propellant 23            | 6. Okt. 1962          | 9. Dez. 2010          | Jonathan Alwyn   |
| 032     | Mr. Teddybär                  | Mr. Teddy Bear           | 29. Sep. 1962         | 8. Dez. 2010          | Richmond Harding |
| 033     | Der Todesringer               | The Decapod (VS)         | 13. Okt. 1962         | 10. Dez. 2010         | Don Leaver       |
| 034     | Waffengeschäfte               | Bullseye                 | 20. Okt. 1962         | 13. Dez. 2010         | Peter Hammond    |
| 035     | Im Dienst der Auftragskiller1 | The removal man (VS)     | 3. Nov. 1962          | 15. Dez. 2010         | Don Leaver       |
| 036     | Die Rote Mauritius            | The Mauritius Penny      | 11. Nov. 1962         | 16. Dez. 2010         | Richmond Harding |
| 037     | Tod einer Dogge2              | Death of a great dane    | 17. Nov. 1962         | 17. Dez. 2010         | Peter Hammond    |
| 038     | Mord im Diamantenviertel      | Death on the rocks       | 1. Dez. 1962          | 21. Dez. 2010         | Jonathan Alwyn   |
| 039     | Die Verräter                  | Traitor in Zebra         | 8. Dez. 1962          | 22. Dez. 2010         | Richmond Harding |
| 040     | Das Superhirn                 | The big thinker          | 15. Dez. 1962         | 23. Dez. 2010         | Kim Mills        |
| 041     | Unter Verbrechern             | Intercrime               | 7. Jan. 1963          | 29. Dez. 2010         | Jonathan Alwyn   |
| 042     | Schwarze Magie                | Warlock                  | 27. Jan. 1963         | 3. Jan. 2011          | Peter Hammond    |
| 043     | Weißes Gold                   | Immortal Clay            | 14. Jan. 1963         | 30. Dez. 2010         | Richmond Harding |
| 044     | Die Trickkiste                | Box of Tricks (VS)       | 21. Jan. 1963         | 31. Dez. 2010         | Kim Mills        |
| 045     | Das tödliche Virus            | The Golden Eggs          | 3. Feb. 1963          | 4. Jan. 2011          | Peter Hammond    |
| 046     | Schule des Verrats            | School for traitors (VS) | 11. Feb. 1963         | 6. Jan. 2011          | Jonathan Alwyn   |
| 047     | Der Weiße Zwerg               | The white dwarf          | 17. Feb. 1963         | 7. Jan. 2011          | Richmond Harding |
| 048     | Der Tote im Spiegel           | Man in the mirror (VS)   | 24. Feb. 1963         | 10. Jan. 2011         | Kim Mills        |
| 049     | Der Eid des Schweigens3       | Conspiracy of silence    | 3. März 1963          | 11. Jan. 2011         | Peter Hammond    |
| 050     | Tod eines Froschmanns         | A Chorus of Frogs (VS)   | 9. März 1963          | 12. Jan. 2011         | Raymond Menmuir  |
| 051     | Bei Handschlag Mord           | Six Hands Across a Table | 16. März 1963         | 13. Jan. 2011         | Richmond Harding |
| 052     | Gefährliche Ambra             | Killer Whale             | 23. März 1963         | 14. Jan. 2011         | Kim Mills        |

1 Laut Titeleinblendung bei der deutschen Erstausstrahlung auf Arte „Im Dienst der Profikiller“, obwohl Arte im EPG und anderen Quellen einheitlich beim Wort „Auftragskiller“ blieb.

2 Neuverfilmung in der 5. Staffel unter dem Titel „Wo der Hund begraben liegt“.

3 Laut Titeleinblendung bei der deutschen Erstausstrahlung auf Arte „Der Mafia verpflichtet“.

### Dritte Staffel (1963–1964)
| Folge # | Deutscher Titel            | Originaltitel              | Erstausstrahlung (EN) | Erstausstrahlung (DE) | Regie           |
| ------- | -------------------------- | -------------------------- | --------------------- | --------------------- | --------------- |
| 053     | Anleitung zum Mord         | Brief for Murder           | 28. Sep. 1963         | 17. Jan. 2011         | Peter Hammond   |
| 054     | Das Konzert                | Concerto                   | 7. März 1964          | 17. Feb. 2011         | Kim Mills       |
| 055     | Der Bunker                 | The Nutshell               | 19. Okt. 1963         | 20. Jan. 2011         | Raymond Menmuir |
| 056     | Das goldene Vlies          | The Golden Fleece          | 7. Dez. 1963          | 31. Jan. 2011         | Peter Hammond   |
| 057     | Tod à la carte             | Death à la Carte           | 21. Dez. 1963         | 2. Feb. 2011          | Kim Mills       |
| 058     | Der Doppelgänger           | Man with two shadows       | 12. Okt. 1963         | 19. Jan. 2011         | Don Leaver      |
| 059     | Kein Blick zurück1         | Don’t look behind you      | 14. Dez. 1963         | 1. Feb. 2011          | Peter Hammond   |
| 060     | Der Tod trägt Toga         | The grandeur that was Rome | 30. Nov. 1963         | 28. Jan. 2011         | Kim Mills       |
| 061     | Zwei Särge für eine Leiche | The Undertakers            | 5. Okt. 1963          | 18. Jan. 2011         | Bill Bain       |
| 062     | Ein einfacher Soldat       | Death of a Batman          | 26. Okt. 1963         | 21. Jan. 2011         | Kim Mills       |
| 063     | Die Mausefalle             | Build a Better Mousetrap   | 15. Feb. 1964         | 14. Feb. 2011         | Peter Hammond   |
| 064     | Der fünfte November        | November five              | 2. Nov. 1963          | 24. Jan. 2011         | Bill Bain       |
| 065     | Mord auf den zweiten Blick | Second Sight               | 16. Nov. 1963         | 26. Jan. 2011         | Peter Hammond   |
| 066     | Profitable Geheimnisse     | The secrets broker         | 1. Feb. 1964          | 10. Feb. 2011         | Jonathan Alwyn  |
| 067     | Ein perfektes Verbrechen   | The Gilded Cage            | 9. Nov. 1963          | 25. Jan. 2011         | Bill Bain       |
| 068     | Bittere Pillen             | The Medicine Men           | 23. Nov. 1963         | 27. Jan. 2011         | Kim Mills       |
| 069     | Der weiße Elefant          | The white elephant         | 4. Jan. 1964          | 4. Feb. 2011          | Laurence Bourne |
| 070     | Tödliche Maskerade2        | Dressed to kill            | 28. Dez. 1963         | 3. Feb. 2011          | Bill Bain       |
| 071     | Das Verhör                 | The Wringer                | 18. Jan. 1964         | 8. Feb. 2011          | Don Leaver      |
| 072     | Kleine Wunder              | The little wonders         | 11. Jan. 1964         | 7. Feb. 2011          | Laurence Bourne |
| 073     | Die Zauberwurzel           | Mandrake                   | 25. Jan. 1964         | 9. Feb. 2011          | Bill Bain       |
| 074     | Das trojanische Pferd      | Trojan Horse               | 8. Feb. 1964          | 11. Feb. 2011         | Laurence Bourne |
| 075     | Auferstanden um zu töten   | The outside-in man         | 22. Feb. 1964         | 15. Feb. 2011         | Jonathan Alwyn  |
| 076     | Die Schmeichler3 4         | The Charmers               | 29. Feb. 1964         | 16. Feb. 2011         | Bill Bain       |
| 077     | Korpsgeist                 | Esprit de Corps            | 14. März 1964         | 18. Feb. 2011         | Don Leaver      |
| 078     | Tanz der Hummer            | Lobster Quadrille          | 21. März 1964         | 21. Feb. 2011         | Kim Mills       |

1 Neuverfilmung in der 5. Staffel unter dem Titel „Weekend auf dem Lande“.

2 Neuverfilmung in der 5. Staffel unter dem Titel „Fliegen Sie mal ohne“.

3 Neuverfilmung in der 5. Staffel unter dem Titel „Kennen Sie Snob?“.

4 Laut Titeleinblendung bei der deutschen Erstausstrahlung auf Arte „Die Verzauberer“.

### Vierte Staffel (1965–1966)
| Folge # | Deutscher Titel                                                       | Originaltitel              | Erstausstrahlung (EN) | Erstausstrahlung (DE) | Regie              |
| ------- | --------------------------------------------------------------------- | -------------------------- | --------------------- | --------------------- | ------------------ |
| 079     | Das Mörderinstitut                                                    | The murder market          | 12. Nov. 1965         | 5. Jan. 2003          | Peter Graham Scott |
| 080     | Club der Hirne / Schule des Tötens1                                   | The master minds           | 4. Nov. 1965          | 21. Feb. 1967         | Peter Graham Scott |
| 081     | Vorsicht bei Anruf                                                    | Dial a deadly number       | 3. Dez. 1965          | 6. Dez. 1966          | Don Leaver         |
| 082     | Ausverkauf des Todes                                                  | Death at bargain prices    | 21. Okt. 1965         | 21. März 1967         | Charles Crichton   |
| 083     | Weihnachten – ein Alptraum2                                           | Too many christmas trees   | 23. Dez. 1965         | 11. März 19992        | Roy Baker          |
| 084     | Die Roboter                                                           | The cybernauts             | 14. Okt. 1965         | 18. Okt. 1966         | Sidney Hayers      |
| 085     | Die Totengräber                                                       | The gravediggers           | 7. Okt. 1965          | 7. Feb. 1967          | Quentin Lawrence   |
| 086     | Geschlossene Räume                                                    | Room without a view        | 7. Jan. 1966          | 8. Aug. 1967          | Roy Baker          |
| 087     | H2O – tödliches Nass / Eine Überdosis Wasser3                         | A surfeit of H2O           | 19. Nov. 1965         | 15. Okt. 1998         | Sidney Hayers      |
| 088     | 2:1=1                                                                 | Two’s a crowd              | 17. Dez. 1965         | 22. Nov. 1966         | Roy Baker          |
| 089     | Mörderischer Löwenzahn                                                | Man-eater of Surrey Green  | 11. Dez. 1965         | 25. März 1999         | Sidney Hayers      |
| 090     | Tödlicher Staub                                                       | Silent dust                | 31. Dez. 1965         | 8. Nov. 1966          | Roy Baker          |
| 091     | Die fehlende Stunde                                                   | The hour that never was    | 26. Nov. 1965         | 11. Dez. 1998         | Gerry O’Hara       |
| 092     | Stadt ohne Rückkehr4                                                  | The town of no return      | 28. Sep. 1965         | 20. Dez. 1966         | Roy Baker          |
| 093     | Das schottische Schloss                                               | Castle De’Ath              | 28. Okt. 1965         | 10. Jan. 1967         | James Hill         |
| 094     | Das 13. Loch                                                          | The Thirteenth Hole        | 28. Jan. 1966         | 7. März 1967          | Roy Baker          |
| 095     | Afrikanischer Sommer                                                  | Small game for big hunters | 14. Jan. 1966         | 4. Apr. 1967          | Gerry O’Hara       |
| 096     | Mrs. Peel zum Ersten, zum Zweiten, zum Dritten / Nadeln töten leiser3 | The Girl From Auntie       | 20. Jan. 1966         | 7. Jan. 1999          | Roy Baker          |
| 097     | Gefährliche Tanzstunde                                                | Quick-quick slow death     | 4. Feb. 1966          | 24. Jan. 1967         | James Hill         |
| 098     | Der Club der schwarzen Rose                                           | The danger makers          | 11. Feb. 1966         | 18. Juli 1967         | Charles Crichton   |
| 099     | Die Nacht der Sünder / Zur Hölle, Sir!3                               | A touch of brimstone       | 18. Feb. 1966         | 5. Nov. 1998          | James Hill         |
| 100     | Butler sind gefährlich                                                | What the butler saw        | 25. Feb. 1966         | 18. Apr. 1967         | Bill Bain          |
| 101     | Das Häuschen im Grünen                                                | The house that Jack built  | 4. März 1966          | 31. Dez. 1998         | Don Leaver         |
| 102     | Robin Hood spielt mit                                                 | A sense of history         | 11. März 1966         | 1. Aug. 1967          | Peter Graham Scott |
| 103     | Fit für Mord / Mordet die Männer3                                     | How to succeed… at murder  | 18. März 1966         | 14. Jan. 1999         | Don Leaver         |
| 104     | Honig für den Prinzen                                                 | Honey for the prince       | 22. März 1966         | 4. Juli 1967          | James Hill         |

1 Alternativtitel (wahrscheinlich Titel der irrtümlichen Neusynchronisation, die entstand, als man diese Episode mit „Murder Market“ verwechselte).

2 Lief am 23. Dezember 1997 im ORF im Original mit Untertiteln unter dem Titel „Der Weihnachtsalptraum“.

3 Titel der Super-8-Veröffentlichung.

4 Neuverfilmung in der 5. Staffel unter dem Titel „Der Geist des Duke von Benedikt“.

### Fünfte Staffel (1967)
| Folge # | Deutscher Titel                         | Originaltitel                                    | Erstausstrahlung (EN) | Erstausstrahlung (DE) | Regie                        |
| ------- | --------------------------------------- | ------------------------------------------------ | --------------------- | --------------------- | ---------------------------- |
| 105     | Schock frei Haus                        | The Fear Merchants                               | 20. Jan. 1967         | 19. Dez. 1967         | Gordon Flemyng               |
| 106     | Fahrkarten in die Vergangenheit         | Escape in Time                                   | 27. Jan. 1967         | 26. Sep. 1967         | John Krish                   |
| 107     | Ein Vogel, der zuviel wusste            | The bird who knew too much                       | 11. Feb. 1967         | 28. Aug. 1967         | Roy Rossotti                 |
| 108     | Einmal Venus, hin und zurück            | From Venus with love                             | 13. Jan. 1967         | 24. Okt. 1967         | Robert Day                   |
| 109     | Die Durchsichtigen                      | The see-through man                              | 3. Feb. 1967          | 21. Nov. 1967         | Robert Asher                 |
| 110     | Der geflügelte Rächer                   | The winged avenger                               | 17. Feb. 1967         | 11. Juni 1993         | Gordon Flemyng Peter Duffell |
| 111     | Der Geist des Duke von Benedikt         | The living dead                                  | 24. Feb. 1967         | 21. Sep. 1967         | John Krish                   |
| 112     | Vorsicht, Raubkatzen                    | The hidden tiger                                 | 3. März 1967          | 5. Dez. 1967          | Sidney Hayers                |
| 113     | Kennen Sie Snob?                        | The correct way to kill                          | 11. März 1967         | 11. Okt. 1967         | Charles Crichton             |
| 114     | Duplikate gefällig?                     | Never, never say die                             | 17. März 1967         | 7. Nov. 1967          | Robert Day                   |
| 115     | Filmstar Emma Peel                      | Epic                                             | 31. März 1967         | 9. Apr. 1968          | James Hill                   |
| 116     | Fliegen Sie mal ohne                    | The superlative seven                            | 7. Apr. 1967          | 12. März 1968         | Sidney Hayers                |
| 117     | Diesmal mit Knalleffekt                 | A funny thing happened on the way to the station | 14. Apr. 1967         | 2. Jan. 1968          | John Krish                   |
| 118     | Eins, zwei, drei – wer hat den Ball?    | Something nasty in the nursery                   | 21. Apr. 1967         | 13. Feb. 1968         | James Hill                   |
| 119     | Weekend auf dem Lande                   | The Joker                                        | 28. Apr. 1967         | 30. Jan. 1968         | Sidney Hayers                |
| 120     | Wer ist wer?                            | Who’s who?                                       | 5. Mai 1967           | 7. Mai 1968           | John Moxey                   |
| 121     | Der wahrgewordene Alptraum              | Death’s door                                     | 5. Okt. 1967          | 4. Juni 1993          | Sidney Hayers                |
| 122     | Und noch einmal Roboter                 | Return of the cybernauts                         | 28. Sep. 1967         | 16. Jan. 1968         | Robert Day                   |
| 123     | Mit 160 aus dem Stand                   | Dead Man’s Treasure                              | 19. Okt. 1967         | 23. Apr. 1968         | Sidney Hayers                |
| 124     | Wo der Hund begraben liegt              | The £ 50,000 breakfast                           | 12. Okt. 1967         | 9. Juni 1993          | Robert Day                   |
| 125     | Sie wurden soeben ermordet              | You have just been murdered                      | 26. Okt. 1967         | 26. März 1968         | Robert Asher                 |
| 126     | Willkommen im Dorf des Todes            | Murdersville                                     | 11. Nov. 1967         | 7. Juni 1993          | Robert Asher                 |
| 127     | Der todbringende Anzug                  | The positive-negative man                        | 3. Nov. 1967          | 8. Juni 1993          | Robert Day                   |
| 128     | Haben Sie’s nicht ein bisschen kleiner? | Mission … highly improbable                      | 17. Nov. 1967         | 27. Feb. 1968         | Robert Day                   |

### Sechste Staffel (1968–1969)
| Folge # | Deutscher Titel                  | Originaltitel                                                              | Erstausstrahlung (EN/US)1 | Erstausstrahlung (DE) | Regie            |
| ------- | -------------------------------- | -------------------------------------------------------------------------- | ------------------------- | --------------------- | ---------------- |
| 129     | Invasion der Erdenmenschen       | Invasion of the earthmen                                                   | 27. März 1968             | 11. Apr. 1999         | Don Sharp        |
| 130     | Die Indizienmörder               | The curious case of the countless clues                                    | 3. Apr. 1968              | 20. Okt. 1970         | Don Sharp        |
| 131     | Auf Wiedersehen, Emma            | The forget-me-knot                                                         | 25. Sep. 1968             | 11. Aug. 19702        | James Hill       |
| 132     | Geist sucht Körper               | Split!                                                                     | 11. Apr. 1968             | 20. Apr. 1999         | Roy Baker        |
| 133     | Der Chamäleon-Faktor             | Get-a-way                                                                  | 24. Apr. 1968             | 8. Mai 1999           | Don Sharp        |
| 134     | Biete Putsch, suche Waffen       | Have guns – will haggle                                                    | 1. Mai 1968               | 15. Mai 1999          | Ray Austin       |
| 135     | Vor Clowns wird gewarnt          | Look – (stop me if you’ve heard this one) But there were these two fellers | 8. Mai 1968               | 22. Mai 1999          | James Hill       |
| 136     | Therapie des Todes               | My wildest dream                                                           | 6. Jan. 1969              | 21. Aug. 1999         | Robert Fuest     |
| 137     | Operation George                 | Whoever shot poor George oblique stroke XR40                               | 9. Dez. 1968              | 22. Sep. 1970         | Cyril Frankel    |
| 138     | Tod per Post                     | You’ll catch your death                                                    | 7. Okt. 1968              | 12. Juni 1999         | Paul Dickson     |
| 139     | Spieglein, Spieglein in der Hand | All done with mirrors                                                      | 13. Nov. 1968             | 25. Aug. 1970         | Ray Austin       |
| 140     | Das Glaspflegeinstitut           | Super secret cypher snatch                                                 | 30. Sep. 1968             | 8. Sep. 1970          | John Hough       |
| 141     | Puzzlespiel                      | Game                                                                       | 23. Sep. 1968             | 17. Nov. 1970         | Robert Fuest     |
| 142     | Die Milch macht’s                | False witness                                                              | 6. Nov. 1968              | 17. Juli 1999         | Charles Crichton |
| 143     | Wenn es 12 Uhr schlägt           | Noon Doomsday                                                              | 27. Nov. 1968             | 1. Dez. 1970          | Peter Sykes      |
| 144     | Der Dolch der tausend Tode       | Legacy of death                                                            | 4. Nov. 1968              | 26. Juni 1999         | Don Chaffey      |
| 145     | Wer ist John Steed?              | They keep killing Steed                                                    | 11. Nov. 1968             | 3. Juli 1999          | Robert Fuest     |
| 146     | Willkommen im Shakespeare’s Inn  | Wish you were here                                                         | 18. Nov. 1968             | 11. Juli 1999         | Don Chaffey      |
| 147     | Remak                            | Killer                                                                     | 30. Dez. 1968             | 14. Aug. 1999         | Cliff Owen       |
| 148     | Durch und durch verrottet        | The rotters                                                                | 16. Dez. 1968             | 7. Aug. 1999          | Robert Fuest     |
| 149     | Mannerings Fragestunde           | The interrogators                                                          | 1. Jan. 1969              | 28. Aug. 1999         | Charles Crichton |
| 150     | Sag mir, wo die Menschen sind    | The morning after                                                          | 27. Jan. 1969             | 4. Sep. 1999          | John Hough       |
| 151     | Herz ist Trumpf                  | Love all                                                                   | 3. Feb. 1969              | 3. Nov. 1970          | Peter Sykes      |
| 152     | Koffer, Koffer, Du musst wandern | Take me to your leader                                                     | 11. Feb. 1969             | 18. Sep. 1999         | Robert Fuest     |
| 153     | Urlaub auf Raten                 | Stay tuned                                                                 | 24. Feb. 1969             | 2. Okt. 1999          | Don Chaffey      |
| 154     | Der Club des Gaslichtmörders     | Fog                                                                        | 17. Feb. 1969             | 6. Okt. 1970          | John Hough       |
| 155     | Die Dame im Zentrum              | Who was the man I saw you with                                             | 3. März 1969              | 9. Okt. 1999          | Don Chaffey      |
| 156     | Pandora                          | Pandora                                                                    | 11. März 1969             | 16. Okt. 1999         | Robert Fuest     |
| 157     | Vorsicht! Hochspannung!          | Thingumajig                                                                | 24. März 1969             | 30. Okt. 1999         | Leslie Norman    |
| 158     | Mutters Erzählungen              | Homicide and old lace                                                      | 17. März 1969             | 15. Dez. 1970         | John Hough       |
| 159     | Requiem                          | Requiem                                                                    | 31. März 1969             | 6. Nov. 1999          | Don Chaffey      |
| 160     | Stille Tage auf dem Land         | Take-over                                                                  | 14. Apr. 1969             | 13. Nov. 1999         | Robert Fuest     |
| 161     | Nächster Aufenthalt: Paradies    | Bizarre                                                                    | 21. Apr. 1969             | 20. Nov. 1999         | Leslie Norman    |

1 Wurde überwiegend zuerst in den USA ausgestrahlt.

2 Evtl. erst am 16. August 1970.

### The New Avengers, erste Staffel
| Folge # | Deutscher Titel             | Originaltitel                | Erstausstrahlung (EN) | Erstausstrahlung (DE) | Regie           |
| ------- | --------------------------- | ---------------------------- | --------------------- | --------------------- | --------------- |
| 001     | Der Adlerhorst              | The Eagle’s Nest             | 19. Okt. 1976         | 15. Sep. 1991         | Desmond Davis   |
| 002     | Gold                        | The Midas Touch              | 9. Nov. 1976          | 29. Juni 1978         | Robert Fuest    |
| 003     | Herzdame                    | House of Cards               | 26. Okt. 1976         | 1. Juni 1978          | Ray Austin      |
| 004     | Das stählerne Monster       | The Last of the Cybernauts…? | 2. Nov. 1976          | 21. Juli 1991         | Sidney Hayers   |
| 005     | Die weiße Ratte             | To Catch a Rat               | 30. Nov. 1976         | 23. März 1978         | James Hill      |
| 006     | Wie aus heiterem Himmel     | Cat Amongst the Pigeons      | 16. Nov. 1976         | 12. Jan. 1978         | John Hough      |
| 007     | Tödliches Training          | Target!                      | 23. Nov. 1976         | 20. Apr. 1978         | Ray Austin      |
| 008     | Doppelgänger                | Faces                        | 14. Dez. 1976         | 23. Feb. 1978         | James Hill      |
| 009     | Das geheimnisvolle Ypsilon  | Tale of the Big Why          | 7. Dez. 1976          | 27. Juli 1978         | Robert Fuest    |
| 010     | Drei minus eins gleich null | The Three-handed Game        | 19. Jan. 1977         | 25. Aug. 1991         | Ray Austin      |
| 011     | Schlaf über der Stadt       | Sleeper                      | 12. Jan. 1977         | 4. Aug. 1991          | Graeme Clifford |
| 012     | Das Ungeheuer               | Gnaws                        | 21. Dez. 1976         | 7. Juli 1991          | Ray Austin      |
| 013     | Das dreckige Dutzend        | Dirtier by the Dozen         | 5. Jan. 1977          | 23. Juni 1991         | Sidney Hayers   |

### The New Avengers, zweite Staffel
| Folge # | Deutscher Titel             | Originaltitel                     | Erstausstrahlung (EN) | Erstausstrahlung (DE) | Regie              |
| ------- | --------------------------- | --------------------------------- | --------------------- | --------------------- | ------------------ |
| 014     | Poker um Purdey             | Hostage                           | 17. Nov. 1977         | 22. Sep. 1991         | Sidney Hayers      |
| 015     | Die Falle                   | Trap                              | 13. Okt. 1977         | 20. Okt. 1991         | Ray Austin         |
| 016     | Tote Männer sind gefährlich | Dead Men are Dangerous            | 8. Sep. 1977          | 29. Sep. 1991         | Sidney Hayers      |
| 017     | Die Wahrsagerin             | Medium Rare                       | 22. Sep. 1977         | 6. Okt. 1991          | Ray Austin         |
| 018     | Engel des Todes             | Angels of Death                   | 15. Sep. 1977         | 27. Okt. 1991         | Ernest Day         |
| 019     | Der Rachefeldzug            | Obsession                         | 6. Okt. 1977          | 13. Okt. 1991         | Ernest Day         |
| 020     | Eine königliche Geisel      | The Lion and the Unicorn          | 29. Sep. 1977         | 3. Nov. 1991          | Ray Austin         |
| 021     | Der Drache erwacht, Teil 1  | K is for Kill – The Tiger Awakes  | 27. Okt. 1977         | 11. Nov. 1991         | Yvon Marie Coulais |
| 022     | Der Drache erwacht, Teil 2  | K is for Kill – Tiger by the Tail | 3. Nov. 1977          | 17. Nov. 1991         | Yvon Marie Coulais |
| 023     | Der Meisterspion            | Complex                           | 11. Nov. 1977         | 24. Nov. 1991         | Richard Gilbert    |
| 024     | Die Kampfmaschine           | The Gladiators                    | 6. Sep. 1978          | 1. Dez. 1991          | Claude Fournier    |
| 025     | Abenteuer in Kanada         | Forward Base                      | 24. Nov. 1977         | 8. Dez. 1991          | Don Thompson       |
| 026     | Emily                       | Emily                             | 1. Dez. 1977          | 15. Dez. 1991         | Don Thompson       |

## Die Schauspieler
Unter den zahlreichen Schauspielern, die für die Produktionen der Episoden besetzt wurden, sind viele mehrfach verpflichtet worden. Dies birgt hin und wieder Potential für Verwirrung, da markante Gesichter in verschiedenen Episoden in unterschiedlichen Rollen zu sehen sind. Einige der Schauspieler brachten es auf bis zu sechs Auftritte. Für den Nachfolger The New Avengers wurden teils Avengers-Stars aus früherer Zeit engagiert. So tritt etwa in Folge 5 „Die weiße Ratte“ (To Catch a Rat) Ian Hendry als gealterter Agent auf, der 17 Jahre unter Gedächtnisverlust litt, während in „Der Drache erwacht“ (K Is for Kill; #21 und 22) Diana Rigg noch einmal kurz als Emma Peel zu sehen ist. Die Sequenz wurde aus altem Filmmaterial zusammengeschnitten.
Tatsächlich sind in der Serie auch einige bedeutende Stars unter den Akteuren zu finden. So z. B. der noch junge Donald Sutherland und die damals ebenfalls noch unbekannte Charlotte Rampling (beide in der Folge #116 „Fliegen Sie mal ohne“ (The Superlative Seven)), der bereits zu Ruhm gelangte Gordon Jackson oder ein damals noch recht unbekannter John Cleese. Carol Cleveland, die etwas später bei Monty Python fortlaufende Auftritte hatte, spielte neben Peter Wyngarde, der auch in der Peel-Folge „Filmstar Emma Peel“ (Epic) auftaucht (und später seine eigene Serie als Jason King erhielt), in der skandalumwitterten Folge 99 „Die Nacht der Sünder“ (A Touch of Brimstone). Peter Cushing und Christopher Lee sind in zwei Folgen zu sehen, Julian Glover gar in vier Episoden. Der deutsche Schauspieler Albert Lieven trat 1965 in der 86. Episode H2O – tödliches Nass als Dr. Sturm auf. Der damals in England lebende Schauspieler ist hier u. a. aus dem Durbridge-Klassiker Das Halstuch und einigen Edgar-Wallace-Filmen bekannt. Der aus Österreich stammende Schauspieler Eric Pohlmann, der 1939 seiner jüdischen Verlobten und späteren Ehefrau, der Schauspielerin Lieselotte Goettinger in die Emigration nach England folgte, war 1962 in der 50. Episode A Chorus of Frogs – Tod eines Froschmanns als Mason zu sehen. Pohlmann war nach dem Zweiten Weltkrieg in zahlreichen deutsch- und englischsprachigen Film- und Fernsehproduktionen aufgetreten.

## Synchronsprecher
| Schauspieler   | Rollenname         | Staffel                              | Sprecher              |
| -------------- | ------------------ | ------------------------------------ | --------------------- |
| Patrick Macnee | John Steed         | 1–3                                  | Holger Mahlich        |
| Patrick Macnee | John Steed         | 4–6 / The New Avengers               | Gert Günther Hoffmann |
| Patrick Macnee | John Steed         | Episode „Das Mörderinstitut“         | Hans-Werner Bussinger |
| Patrick Macnee | John Steed         | Super-8-Episoden                     | Helmo Kindermann      |
| Ian Hendry     | Dr. David Keel     | 1                                    | Tobias Meister        |
| Julie Stevens  | Venus Smith        | 2                                    | Jennifer Böttcher     |
| Jon Rollason   | Dr. Martin King    | 2                                    | Helmut Zierl          |
| Honor Blackman | Dr. Catherine Gale | 2–3                                  | Sabine Arnhold        |
| Diana Rigg     | Emma Peel          | 4–5                                  | Margot Leonard        |
| Diana Rigg     | Emma Peel          | 4–5                                  | Joseline Gassen       |
| Diana Rigg     | Emma Peel          | 4–5                                  | Marietta Meade        |
| Diana Rigg     | Emma Peel          | Super-8-Episoden                     | Brigitte Grothum      |
| Linda Thorson  | Tara King          | 6                                    | Renate Küster         |
| Linda Thorson  | Tara King          | 6                                    | Madeleine Stolze      |
| Linda Thorson  | Tara King          | Episode „Invasion der Erdenmenschen“ | Marina Krogull        |
| Patrick Newell | Mutter             | 6                                    | Martin Hirthe         |
| Patrick Newell | Mutter             | 6                                    | Michael Rüth          |
| Gareth Hunt    | Mike Gambit        | The New Avengers                     | Elmar Wepper          |
| Gareth Hunt    | Mike Gambit        | The New Avengers                     | Michael Schwarzmaier  |
| Joanna Lumley  | Purdey             | The New Avengers                     | Andrea Brix           |
| Joanna Lumley  | Purdey             | The New Avengers                     | Dagmar Heller         |

## Parallelen …
Die Serie Mit Schirm, Charme und Melone ist bekannt für einen sehr eigenen Stil, der sich aus der Kombination von Spannung und Humor ableitet und der zu Zeiten von Emma Peel und Tara King seinen Höhepunkt erreichte. Dennoch ist die Serie bei genauer Betrachtung auch mit anderen Produktionen verknüpft, die im Sektor Geheimdienst angesiedelt sind.

### … zu James Bond
Oftmals wird eine Verbindung zur Reihe der James-Bond-Verfilmungen hergestellt. Die erste Parallele ist, dass beide Produktionsreihen in Großbritannien liefen und ihren Start ungefähr zur selben Zeit hatten. Eine resultierende Folge – und die wohl offensichtlichste Verbindung – ist das Casting von Schauspielern aus der Avengers-Serie für James-Bond-Filme.
Mehr als 80 Mitwirkende in den Avengers-Staffeln wurden später auch für Bond-Filme engagiert. Neben einer ganzen Reihe von kleineren Rollen haben auch viele der tragenden Besetzungen den Auftritt in einer 007-Verfilmung erreicht, etwa die bereits genannten Julian Glover, John Cleese oder Christopher Lee. Ebenfalls eine Avengers-Mitwirkende war z. B. die später als Miss Moneypenny legendär gewordene Lois Maxwell. Aber auch viele der Hauptdarsteller selbst waren in den Bond-Streifen zu sehen, allen voran Honor Blackman, die als Pussy Galore in Goldfinger zu sehen war. Hierauf wurde sogar mit einer Anspielung in Folge 83 Weihnachten – ein Alptraum Bezug genommen (siehe auch Cathy Gale). Eine weitere Anspielung zur Bond-Reihe findet sich in der in Kanada spielenden Folge Complex der New Avengers. Gambit landet darin mehrfach in Polizeigewahrsam und wird mit den ihm fehlenden Gadgets aufgezogen, die für einen britischen Agenten nach James Bond typisch wären.
Neben Honor Blackman war auch Diana Rigg Bondgirl, die als Tracy in Im Geheimdienst Ihrer Majestät als einzige Frau James Bond heiraten durfte. In diesem Film wirkte auch Joanna Lumley in einer Kleinstrolle mit. Sie dürfte damit eine der wenigen sein, die vor ihrem Casting für die Avengers bereits in einem Bond-Film zu sehen war. Patrick Macnee schließlich spielte in James Bond 007 – Im Angesicht des Todes den als Butler getarnten Agenten Sir Godfrey Tibbet.
Ein weiteres Mal wurde die Verbindung beider Filmreihen unterstrichen, als Metro-Goldwyn-Mayer die komplette Bond-Reihe auf DVD herausbrachte. Als Sprecher für die Dokumentationen über die Hintergründe zur Entstehung der einzelnen Filme wurde hier Patrick Macnee verpflichtet.

### … zur SerieDie Profis
Die Fernsehserie Die Profis wurde erstmals 1977 produziert und schließt damit zeitlich exakt an The New Avengers an. Beide Serien ähneln sich in der Art der Inszenierung, dem Aufbau der Handlungsstränge und nicht zuletzt auch im Stil der Begleitmusik. Der Grund hierfür liegt in der Produktionsgesellschaft Mark One Productions, die beide Serien produzierte. Sie gehörte zu gleichen Anteilen dem Filmkomponisten Laurie Johnson sowie den Produzenten Albert Fennell und Brian Clemens (auch Drehbuchautor), die zuvor bereits entscheidend zum Erfolg von Mit Schirm, Charme und Melone beigetragen hatten.
Tatsächlich stellen die Staffeln von The New Avengers eine Art Übergang zwischen beiden Produktionen dar, in dem sie zu einem den skurrilen Humor früherer Staffeln übernehmen, zum anderen aber bereits deutlich mehr gewaltbetonte und von Schusswaffen dominierte Handlungen aufweisen. Die Verknüpfung beider Serien gipfelt in einem gemeinsamen längeren Auftritt der späteren Die Profis-Hauptdarsteller Martin Shaw und Lewis Collins in der The New Avengers-Folge #19 „Der Rachefeldzug“ (Obsession). Hierin verabschiedet sich Lewis Collins in seiner Rolle kurioserweise von seinem Gegenpart mit den Worten: „We should work together again – good team“ (deutsch etwa „Wir sollten wieder zusammenarbeiten – gutes Team“). Das Casting zu Die Profis war zu diesem Zeitpunkt jedoch noch nicht abgeschlossen.

### … zur Science Fiction
Neben klassischem Krimi und Spionage wurde in der Serie auch Science Fiction thematisiert. Manche Folgen ähneln den Science-Fiction-Elementen des James Bond, andere gehen weit darüber hinaus und nehmen fantastische Züge an (etwa „Die Roboter“ #84/1965, „Die fehlende Stunde“ #91/1965, „Mörderischer Löwenzahn“ #89/1965, „Und noch einmal Roboter“ #122/1967 und andere).

## Rezeption

### Die skandalumwitterte Folge
In der 4. Staffel (im Jahr 1966, die erste Staffel mit Diana Rigg) von Julian Wintle produziert, kam Folge 99 „Die Nacht der Sünder“ (A Touch of Brimstone), in der Peter Wyngarde den Bösewicht gab. Dieser führt einen Geheimbund an, der sich Maßlosigkeit und Ausschweifung zum Ziel gesetzt hat. Als Vorbild dient dem Bund die historische Vorlage des „Hellfire Club“.
Der Höhepunkt der Folge sind orgiastische Szenen, die nach heutigen Maßstäben eher zahm wirken. Für damalige Verhältnisse reichte es aber zu einem kleinen Skandal, vor allem in den USA, wo diese Folge nicht oder nur zensiert gesendet wurde. Auch im deutschsprachigen Raum erlebte diese Folge erst in den späten 1990er-Jahren ihre Uraufführung im Nachtprogramm des Privatsenders Sat.1. Die Aufregung entstand u. a. durch das aufreizende Domina-Kostüm von Diana Rigg als Queen of Sin, das sie selbst gestaltet hatte.

## Verfügbarkeit
Die ersten Folgen des Jahres 1961 wurden teilweise live produziert und ausgestrahlt, so dass nur einzelne Folgen erhalten sind.
Am 3. April 2009 wurde die 4. Staffel, erstmals in deutscher Sprache, als Edition 1 auf DVD veröffentlicht. Eine Sonderedition dieser DVD-Box war bereits vorab bei Weltbild-Verlag erhältlich. Viele der für das deutsche Fernsehen geschnittenen Szenen sind im Original mit deutschen Untertiteln wieder in die Episoden integriert worden. Weitere Szenen, die seinerzeit zwar synchronisiert wurden, auf dem restaurierten Master jedoch nicht vorhanden waren, sind als Bonusmaterial beigefügt.
Die 5. Staffel erschien am 21. August 2009 als Edition 2, die 6. Staffel am 16. Oktober 2009 in zwei Teilen als Edition 3, die 7. Staffel folgte als Edition 4 ebenso in zwei Teilen.
Mittlerweile ist 2010 auch eine limitierte Sonderedition veröffentlicht worden, in der alle vier bisher in Deutschland erschienenen Staffeln (Editions) auf 37 DVDs enthalten sind.
Im März 2011 begann Kinowelt, die 4. und 5. Staffel nicht nur als Seasonbox (8 bzw. 9 DVDs) zu verkaufen, sondern sie, wie zuvor auch die beiden späteren Staffeln, zu niedrigerem Preis in zwei kleineren Boxen (mit 4 bzw. 5 DVDs) mit nahezu identischem Cover auf den Markt zu bringen.
Nach Absetzung der Serie im ZDF wurde ein Zusammenschnitt der Episoden „The 50.000 Pound Breakfast“ und „Murdersville“ im Kino unter dem Titel „Emma Peel: meine tollsten Abenteuer mit John Steed“ gezeigt. Später wurden vier weitere Episoden ungekürzt auf Super 8 veröffentlicht: „Eine Überdosis Wasser“ (A Surfeit of H2O), „Nadeln töten leiser“ (The Girl from Auntie), „Zur Hölle, Sir!“ (A Touch of Brimstone) und „Mordet die Männer!“ (How to Succeed at Murder …). Seinerzeit war es nicht gelungen, die Originalsprecher zu verpflichten, so dass Steed und Peel von Helmo Kindermann und Brigitte Grothum synchronisiert worden sind. Diese Synchronfassung gilt als verschollen.
Die zweite und dritte Staffel sowie die beiden noch intakten Episoden der ersten Staffel der Serie wurden zwischen dem 6. Dezember 2010 und 21. Februar 2011 in deutscher Erstausstrahlung auf dem Kultursender Arte ausgestrahlt.
Die Veröffentlichung dieser Episoden durch StudioCanal erfolgte in zwei Wie alles begann …-Editionen am 8. Dezember 2011. Zeitgleich erschien eine Komplett-Edition aller Staffeln.
Auf dem Sender One werden seit dem 13. November 2022 Folgen, beginnend mit den Episoden Mr. Teddybär und Treibstoff 23 der zweiten Staffel, ausgestrahlt. Dabei wurden die beiden Folgen der ersten Staffel ausgespart.

## Corgi-Fahrzeugmodelle und andere
Bereits zu Beginn der Peel-Folgen brachte Corgi Toys, später bekannt für seine Modellnachbildungen bekannter Film-Fahrzeuge im Maßstab 1:36 und 1:43, den Steed-Bentley und den Lotus Elan als Modell heraus. Um 2001 wurde eine Neuauflage des Steed-Bentleys herausgebracht. Im Zuge dieser Neuauflage wurden für kurze Zeit auch Steeds Range Rover und Gambits Jaguar XJS aus der letzten Staffel angeboten.
Auch die britische Modellrennbahn-Firma Scalextric stellte solche Modellautos der Serienvorbilder her, wie parallel der Spezialfahrzeuge von James Bond.

## Trivia
In der Anfangszeit, aber auch noch in späteren Jahren, sind gelegentlich Teile von Aufnahme-Mikrofonen, meist von oben her, sichtbar.
Etliche Schauspieler treten mehrfach in unterschiedlichen Rollen auf, besonders häufig Christopher Lee. Auch einige Spielorte genießen wiederholt Verwendung, z. B. eine Flussbrücke, die sogar für den Vorspann der Staffel 1968/69 ausgewählt wurde.
In der allerletzten Folge (161 aus dem Jahr 1969) "Bizarre" ("Nächster Aufenthalt: Paradies") telefoniert Mutter mit "Großmutter".